# Antonio-Prometeo Moya
Antonio-Prometeo Moya Valle (Montiel, 1949), es un escritor y traductor español, perteneciente a la primera generación posfranquista, que no se vincula con ninguna escuela ni tendencia.

## Biografía
Nació el 7 de noviembre de 1949 en Montiel, Ciudad Real, población donde no ha vivido nunca. A principios de 1950 sus padres se instalaron definitivamente en Valencia.  Estudió en los Escolapios y en el Instituto Luis Vives. En 1964 interrumpió temporalmente los estudios y trabajó en comercios, en una agencia de transportes, en la construcción y en una librería. En 1976, a raíz de la publicación de su primer libro, se trasladó a Barcelona. Es licenciado en Historia del Arte por la Universidad de Barcelona. Desde 1975 colabora ocasionalmente en periódicos y revistas y desde 1980 ha traducido (del inglés, del francés y del italiano) libros de todos los géneros.

Traductor, entre muchos otros, de James Joyce, Gilles Lipovetsky, John Fante, Kazuo Ishiguro, Jim Thompson, Jack Kerouac, Hunter S. Thompson, Henry James, Thomas Pynchon, Tom Wolfe, George Orwell, Malcolm Lowry, Emily Brontë, Pier Paolo Pasolini, Isaac Asimov, Raymond Chandler, Arthur Miller.

## Libros publicados

### Retrato del fascista adolescente
Publicado en 1975 en Barcelona por Seix Barral. Volumen de relatos que fue saludado por la crítica por su carácter innovador en el panorama español, dominado hasta entonces por el realismo social. En él se reflejaba asimismo la variedad de influencias que había recibido: Joyce, los expresionistas alemanes, el nouveau roman y algunos autores italianos de posguerra.

### De la divina proporción
Su primera novela, publicada en 1981 en Barcelona por Montesinos. Fue un intento no del todo conseguido de crear un personaje entre cínico y demoníaco que destruye a su propia familia.

### Ópera ibérica
Su siguiente novela, publicada en 1983 en Barcelona por Seix Barral, es fruto de sus lecturas dickensianas. Una historia centrada en la búsqueda de la verdadera identidad de un padre mitificado y cuyas páginas componían una «excesiva, alegórica y riquísima experiencia verbal y narrativa».

### La loba
Novela publicada en 1985 en Barcelona por Seix Barral. Sobre un profesor universitario desterrado durante el franquismo a un pueblo de Castilla, que le valió la calificación de discípulo de Juan Benet. Fue considerada su mejor obra hasta la fecha y llamó la atención en el mundo universitario estadounidense.

### Asesinos en la ciudad ideal. Una historia de autómatas
Novela publicada en 1986 en Barcelona por Muchnik Editores. Una sátira de la joven democracia española, «con una excelente trama entre lo político y lo policial» que «evoca un mundo caótico y terrible... La construcción del relato, simétrica y armoniosa, funciona como una perfecta pieza de relojería». Otro crítico destacó el carácter sarcástico del texto. En realidad, toda la historia es una fantasía de un personaje que contempla una pintura atribuida a Piero della Francesca, una idea inspirada en una novela de Vladimir Nabokov. Moya confesó por entonces que los autores que más le habían permitido reflexionar sobre la literatura eran Dickens, Dostoievski, Henry James, Hermann Broch, Flaubert, Joseph Conrad, Jane Austen, James Joyce, Vladimir Nabokov y Samuel Beckett.

### Últimas conversaciones con Pilar Primo de Rivera
Novela publicada en 2006 en Madrid por Caballo de Troya. Una entrevista-ficción con la fundadora de la Sección Femenina de Falange, que fue muy bien recibido por la crítica por su capacidad de convicción, su rigor historiográfico, su imparcialidad ideológica y su habilidad técnica, ya que era un diálogo puro, sin acotaciones de ninguna clase.

### Los misterios de Barcelona
Novela publicada en 2006 en Madrid por Caballo de Troya. Al mismo tiempo publicó Los misterios de Barcelona, una farsa que rendía homenaje a  Wilkie
Collins y a los folletines españoles (en particular a Barcelona y sus misterios, de Antonio Altadill, 1860, cuyo principio calcaba prácticamente); esta novela creó cierta confusión entre los críticos poco informados.

### Escenas de guerra y miedo en España
Publicada por la Ed. Berenice (Córdoba, 2011), la guerra civil española es aquí un pretexto para presentar una galería de monstruos, unos clásicos, otros inventados por el autor, perfectamente encajados en la trama y que corroboran el interés de Moya por lo fantástico. La anécdota es sencilla: dos solados, uno franquista, el otro republicano (algún crítico que comentó el libro sin leerlo dijo que uno era un capitán falangista), deciden viajar juntos a Madrid para ver el final  de la guerra; la sorpresa final acaba con todas sus esperanzas.

### Muerte de un ciudadano por encima de toda sospecha
Que Moya no se encasillaba en un género concreto vino a demostrarlo esta novela (publicada por Lengua de Trapo, Madrid, 2012), sátira despiadada de la sociedad catalana actual y desbordante de humor negro.

### Príncipes de Tartesos
Novela publicada por Ed. Almuzara (Córdoba, 2015) que rinde homenaje a Robert Louis Stevenson y en que Moya combinó su interés por la historia y  por las aventuras.

## Temática y registros
Moya no cree en la espectacularización de la cultura, es enemigo de premios, estrellatos y mitomanías, y vive alejado del circo literario.
	La ficción de Moya tiene temas recurrentes, como la desarticulación de la familia, la crisis de la identidad personal y el desarraigo de los individuos, una geografía característica (cementerios, cloacas, subterráneos urbanos), tramas geométricas que buscan los esquemas de la novela policíaca, cierto gusto por la iconografía del género fantástico, cierta tendencia a la simbología, el enfoque satírico de los discursos dominantes, el juego con las convenciones literarias y un estilo que suele oscilar entre la ironía y el lirismo